# Saint-Félix-de-Lodez
Saint-Félix-de-Lodez ist eine südfranzösische Gemeinde mit 1142 Einwohnern (Stand 1. Januar 2022) im Département Hérault in der Region Okzitanien. Die Bewohner dieser Stadt nennen sich Lodéziens.

## Verkehrsanbindung
Der Ort liegt ca. 1,5 km entfernt von der A 750 und ist von Montpellier aus in ca. 20 min zu erreichen. Hier besteht auch Anschluss an den TGV und an den Flughafen Montpellier Méditerranée.

## Wirtschaft
Die Region ist landwirtschaftlich geprägt und wird bestimmt von großen Weinanbaugebieten. Weingüter und Tourismusbetriebe sind die größten Arbeitgeber.

## Bevölkerungsentwicklung
| 1962 | 1968 | 1975 | 1982 | 1990 | 1999 | 2006 | 2017 |
| ---- | ---- | ---- | ---- | ---- | ---- | ---- | ---- |
| 522  | 520  | 518  | 527  | 600  | 742  | 1054 | 1169 |

## Historische Gebäude
Im Zentrum der Stadt befindet sich die Pfarrkirche St-Julien de Saint-Félix-de-Lodez.